# Simeon ten Holt
Simeon ten Holt (Bergen, 24 de enero de 1923 - Alkmaar, 25 de noviembre de 2012) fue un compositor clásico contemporáneo neerlandés.
Ten Holt utilizaba generalmente materiales tonales y sus obras están organizadas en numerosas células, formadas por unos pocos compases cada una que se repiten según la preferencia del intérprete. Muchas de sus obras son para piano o conjuntos de pianos múltiples. Su obra más conocida es el Canto Ostinato (1975-1979) que es una de las obras clásicas más famosas de la (moderna) historia de la música neerlandesa.

## Biografía

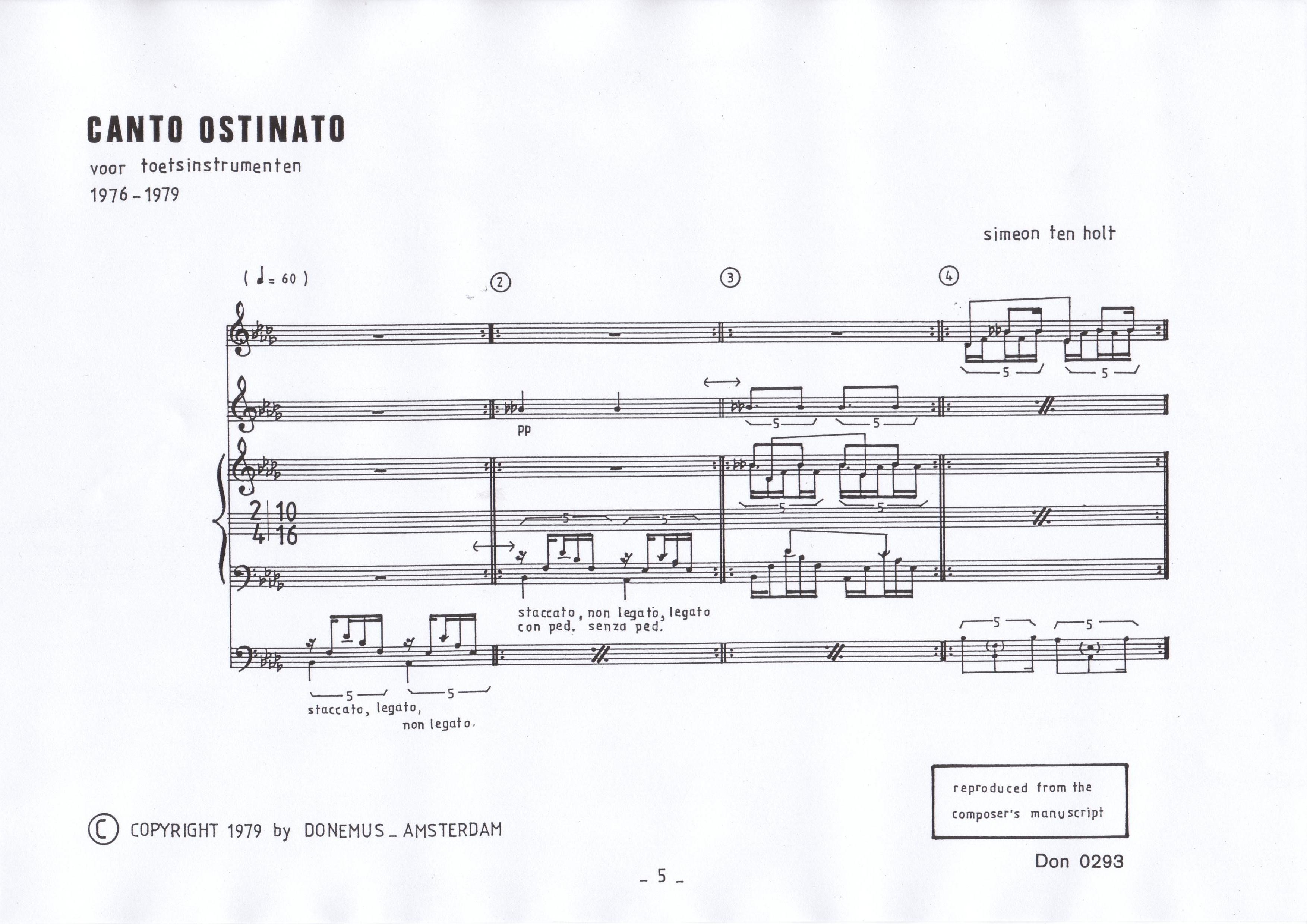
Los primeros compases de Canto Ostinato

Ten Holt nació en Bergen, Holanda Septentrional, donde estudió con el compositor  Jacob van Domselaer. La influencia de Van Domselaer en la filosofía musical de ten Holt fue considerable, recogiendo los vínculos entre la música y el arte visual, en la relación de la música con las matemáticas, y en el uso del piano como instrumento principal de sus composiciones. Luego, en 1949 fue a París, donde siguió los cursos de Arthur Honegger y Darius Milhaud, en la École Normale de Musique de Paris. Volvió a Bergen en 1954. En las década de los años 1950, compuso las  Bagatellen, y un buen número de piezas en las que expresa su pensamiento diagonal: Diagonaalmuziek (1956-1958), Diagonaalsuite (1957) y Diagonaalsonate (1959). Esta idea incluye el uso simultáneo de tonalidades en un informe tritónico. De esta manera, Ten Holt podía operar con mayor libertad la contradicción entre tonalidad y atonalidad.
A partir de 1961 Ten Holt sufrió la influencia del serialismo. El Cyclus aan de waanzin (1961) fue su primera expresión. También publicó artículos en la revista literaria Raster,  participó en la vida artística de Bergen, y experimentó con la música electrónica y el teatro musical.
En los años 1970, Ten Holt abandonó el método serial. Durante años (1975-1979), trabajó en Canto Ostinato, una obra que le valió mucho éxito. En la misma manera de componer, basada en la repetición y la tonalidad, creó lo largo de los años una serie de piezas para piano: Lemniscaat (1983), Horizon (1985), Incantatie IV (1990) y Méandres (1999).  Ten Holt llamaba a estas piezas reflejos de su propia vida interior, en oposición a las obras formalistas que había escrito antes del  Canto Ostinato.
Ten Holt murió el 25 de noviembre de 2012 en Alkmaar, Países Bajos, a los 89 años.
Las representaciones de su música son a menudo eventos totales, en los que los pianistas y el público se relajan a causa de la posibilidad de hacer durar una pieza varias horas. Una representación de Lemniscaat en Bergen, por ejemplo, duró casi 24 horas. La pieza ha sido interpretada en lugares poco comunes —entre otros, en el vestíbulo de la estación de Róterdam o de Groningen—. En 2007, el pianista Jeroen van Veen propuso con su ensemble  una representación del Canto Ostinato con cinco pianos Fazioli en la estación de Utrecht.
En 2011, una versión de Canto Ostinato para arpa y electrónica fue creada por la Inner Act: Gwyneth Wentink (arpista), Wouter Snoei (artista sonoro) y Arnout Hulskamp (artista visual y VJ). En esta forma, la obra fue interpretada hasta en India.
En 2013, una versión de Canto para ocho violonchelos fue grabada  por el Cello 8ctet, que había sido presentada a Simeon Ten Holt poco antes de su muerte.

## Obras

### Piano
- Kompositie I, II, III, IV (1942–1945)
- Sonate (1953)
- 20 Bagatellen (1954)
- Allegro ex machina (1955)
- Diagonaalsuite (1957)
- Muziek voor Pieter, 7 pequeñas piezas para piano (1958)
- Diagonaalsonate (1959)
- Soloduiveldans I (1959)
- Epigrammen (1959)
- 5 Etudes (1961)
- Cyclus aan de Waanzin (1961-1962)
- Sekwensen, para 1 o 2 pianos (1965)
- Interpolations (1969)
- 5 Pieces (1970–1972)
- Canto Ostinato, para 1 o varios teclados (1976–1979)
- Natalon in E (1980)
- Lemniscaat, para teclados (1982–1983)
- Horizon, para teclados (1983–1985)
- Soloduiveldans II (1986)
- Incantatie IV, para teclados y otros instrumentos (1987–1990)
- Soloduiveldans III (1990)
- Schaduw noch Prooi, para 2 pianos (1993–1995)
- Eadem sed Aliter (la même chose mais autrement) (1995)
- Méandres, para 4 pianos (1997)
- Soloduiveldans IV (1998)

### Música de cámara
- Suite, para cuateto de cuerdas (2 violines, alto, violonchelo) (1954 -1955)
- Diagonaalmuziek, para cuerdas (1958)
- Quartetto: per archi, (2 violines, alto, violonchelo) (1965)
- Differenties, para ensemble mixto, (3 clarinetes, piano, vibráfono, 2-11 intérpretes) (1969)
- Scenario-X, para quinteto de metales (2 trompetas, cor, trombone, tuba) (1970)
- Palimpsest, para septeto de cuerdas (4 violines, alto, violonchelo y contrabajo) (1990-1992, 1993 revisado)
- Capriccio, para violín solo (1999)

### Música electrónica
- Inferno I & II (1970 - 1971)
- Module IV (1970 - 1972)
- I am Sylvia but somebody else (1973)

### Vocal
- ..A/ .TA-LON, pour mezzo-soprano et 36 instrumentistes qui parlent et jouent (soprano, piccolo, flûte, flûte en sol, 2 hautbois, cor anglais, clarinette en mi bémol, 2 clarinettes, 2 clarinettes basses, basson, 3 trompettes, trombone, 2 cors, harpe, guitare, mandoline, piano, marimba, vibraphone, 3 violons, 3 altos, 3 violoncelles et 3 contrebasses. - Klanktekst) (1967 - 1968)
- Koorprojekt 75, matériau de base pour 3 groupes de chœur, 4 voix parlantes, électroniques (1975)
- Bi-Ba-Bo pour quatuor vocal (1980)

### Otros
- Tripticon, pour percussion (1965)
- Kockyn : een kermiskroniek, musique de film pour piano, guitare et métallophone (1966)
- Une musique blanche pour orchestre (1980 - 1982)